# 瑟克達特鄉
47°02′38″N 22°08′08″E / 47.0439°N 22.1356°E
瑟克達特鄉（羅馬尼亞語：Comuna Săcădat, Bihor），是羅馬尼亞的鄉份，位於該國西北部，由比霍爾縣負責管轄，面積46平方公里，海拔高度170米，2007年人口1,816，人口密度每平方公里40人。